# Fernando Ulrich

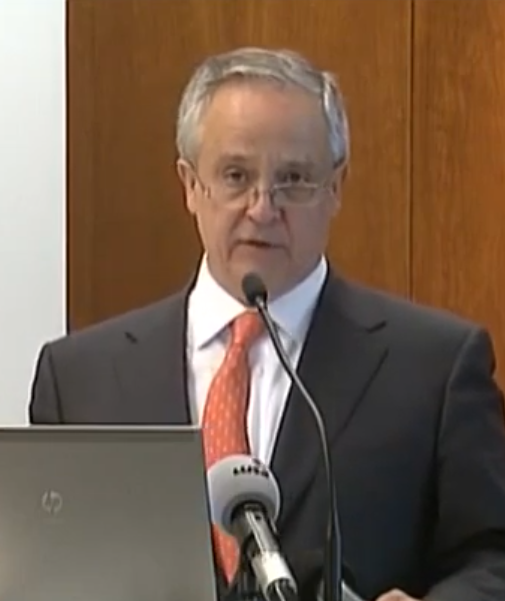
Fernando Ulrich (2014)

Fernando Maria Costa Duarte Ulrich (* 26. April 1952 in Lissabon) ist ein portugiesischer Bankmanager.
Fernando Ulrichs Familie stammt aus Nord-Hamburg und ist mit dem Banken- und Finanzsektor verbunden. Ulrich studierte von 1969 bis 1974 an der Hochschule für Wirtschaft und Verwaltung in Lissabon, machte aber keinen Abschluss.
Seinen ersten Job, noch als Student, bekam er in der Redaktion „Finanzmärkte“ der portugiesischen Wochenzeitung Expresso (seine Artikel unterschrieb er mit dem Pseudonym Vicente Marques) von Francisco Pinto Balsemão, zwischen 1973 und 1974. Von 1975 bis 1979 gehörte er der Delegation von Portugal bei der OECD in Paris an und war bis 1980 im Technischen Sekretariat für Außenwirtschaftsbeziehungen im portugiesischen Ministerium für Auswärtige Angelegenheiten angestellt. Er beschäftigte sich dort um die Aufnahme von Beziehungen zu den Organisationen EFTA, OECD und GATT. Von 1981 bis 1983 war er Stabschef bei Morais Leitão, damals Minister für Finanzen und Planung der Aliança Democrática, ein politisches Bündnis der rechten Mitte in Portugal.
Er schloss sich 1983 der Banco Português de Investimento (BPI) an und war Generaldirektor der Tochtergesellschaft Sociedade Portuguesa de Investimento. Später bekleidete er die Positionen des Vizepräsidenten des Verwaltungsrats und ist jetzt Vorstandsvorsitzender der BPI, sowie Direktionsvorsitzender bei der Banco de Fomento Angola.
Fernando Ulrich ist seit dem 8. November 1974 mit Isabel Diana de Bettencourt de Melo e Castro verheiratet. Sie haben zusammen drei Kinder.